# Schizothorax nukiangensis
Schizothorax nukiangensis är en fiskart som beskrevs av Tsao, 1964. Schizothorax nukiangensis ingår i släktet Schizothorax och familjen karpfiskar. Inga underarter finns listade i Catalogue of Life.